# Michael Tonry
Michael H. Tonry (* 7. Juli 1945) ist ein US-amerikanischer Rechtswissenschaftler und Kriminologe. Er ist Professor an der University of Minnesota und amtierte 2007 als Präsident der American Society of Criminology (ASC). In den Jahren 2013/14 war er Präsident der European Society of Criminology (esc).
Tonry machte 1966 ein Bachelor-Examen in Geschichte an der University of North Carolina at Chapel Hill, erwarb den Titel eines Bachelor of Laws 1970 an der Yale University und wurde 1980 ehrenhalber von der Vrije Universiteit Amsterdam promoviert. Bevor er an die University of Minnesota kam, war Tonry Professor für Kriminologie an der britischen University of Oxford. Seit 2001 ist er Gastprofessor für Recht und Kriminologie an der Schweizer Universität Lausanne und seit 2003 Senior Fellow am Netherlands Institute for the Study of Crime and Law Enforcement (Vrije Universiteit Amsterdam). Zudem war er Gastforscher an der Universität Leiden und am Max-Planck-Institut für Internationales und Vergleichendes Strafrecht in Freiburg/Breisgau.
Vor seiner wissenschaftlichen Karriere praktizierte Tonry als Wirtschaftsanwalt in großen Kanzleien in Chicago und Philadelphia.

## Auszeichnungen
- 2021: Guggenheim Fellowship (Kategorie „Law“)[5]

## Schriften (Auswahl)
- Doing justice, preventing crime. Oxford University Press, New York 2020, ISBN 978-0-19532-050-3.
- Punishing race. A continuing American dilemma. Oxford University Press, New York 2011, ISBN 978-0-19975-137-2.
- Thinking about punishment. Penal policy across space, time, and discipline. Ashgate, Fanham/Burlington 2009, ISBN 978-0-75462-905-4.
- Thinking about crime. Sense and sensibility in American penal culture. Oxford University Press, New York 2004, ISBN 0195141016.
- Punishment and politics. Evidence and emulation in the making of English crime control policy. Willan, Cullompton (UK)/Portland 2004, ISBN 1843920638.